# Relacje
Relacje – miesięcznik dla Polaków za granicą wydawany w języku polskim w Sztokholmie. Pierwszy numer ukazał się w roku 1987. Pismo wychodziło do roku 1990 jako kwartalnik, następnie wydawanie pisma zawieszono. 
Pismo zostało wznowione jako miesięcznik w roku 1998. Na początku lat 2000 było rozpowszechniane także w Hiszpanii i Norwegii, następnie tylko w Szwecji. Ukazywało się do roku 2009.
Redaktorem i wydawcą pisma był Krzysztof Mazowski.